# Krochmal

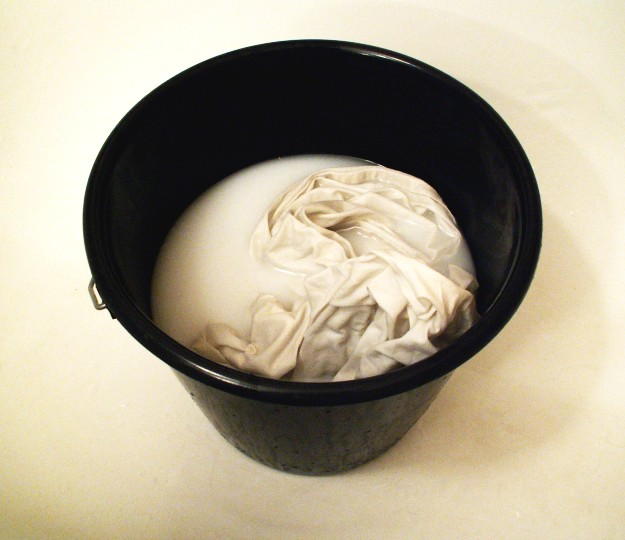
Prześcieradło w krochmalu

Krochmal – rodzaj płynu powstałego po zmieszaniu skrobi roślinnej (najczęściej skrobi ziemniaczanej) z wodą. Powstaje, podobnie jak kisiel, poprzez zagotowanie wodnej zawiesiny skrobi. Krochmal wykorzystywany jest w przemyśle spożywczym, włókienniczym, papierniczym, kosmetycznym, farmaceutycznym, jak i w gospodarstwie domowym oraz w odlewnictwie.
Otrzymany w ten sposób płyn jest używany do krochmalenia bielizny, które dawniej było powszechnie stosowane w celach higienicznych. Nakrochmalona tkanina jest zakonserwowana: nie wchłania kurzu ani wilgoci, co zapobiega namnażaniu bakterii i pozwala na jej dłuższe użytkowanie, gdyż opadający kurz oraz rozlana woda mogą być z nich z łatwością usunięte. Wszelkiego rodzaju zabrudzenia, bez względu na konsystencję, dają się z nakrochmalonego materiału łatwiej usunąć dzięki pokryciu włókien krochmalem.
Obecnie krochmalenie stosowane jest rzadziej, głównie w szpitalnictwie oraz w ośrodkach rehabilitacji. Dawniej krochmalono także rzeczy osobiste (bieliznę, koszule, chusteczki do nosa), przy czym konsystencja krochmalu ściśle zależała od rodzaju i charakteru tkanin. Ubrania krochmalono lekko w celu nadania im gładkości, zabezpieczenia przed zagnieceniami, dobierając konsystencję tak, aby sztywność materiału nie krępowała ruchów. Obecnie w sprzedaży są oferowane krochmale z różnego rodzaju składników chemicznych np. soli oraz powstałe w oparciu o kleje wodne. Krochmal nadaje szczególny wygląd bawełnianemu adamaszkowi, z którego wyrabia się serwety do koszyków wielkanocnych czy na stoły.
Przemywanie skóry wacikiem nasączonym krochmalem jest też domowym sposobem walki z trądzikiem niemowlęcym.
Krochmal w odlewnictwie metali metodą piaskową stosowany jest jako tanie spoiwo wiążące formę. Ma on za zadanie utrzymać kształt jednorazowej formy piaskowej do momentu, gdy ta zostanie utwardzona termicznie, tj. do momentu wypełnienia jej płynnym metalem.